# Трэммелл, Терренс
Терренс Трэммелл (англ. Terrence Trammell; род. 23 ноября 1978, Атланта) — американский легкоатлет, выступавший в спринтерском барьерном и «гладком» беге. Двукратный серебряный призёр Олимпийских игр (2000 и 2004), двукратный чемпион мира в помещении (2001 и 2006).

## Лучшие результаты
| Дата               | Вид                    | Место    | Время |
| ------------------ | ---------------------- | -------- | ----- |
| 2 июня 2000 года   | 100 метров             | Дарем    | 10.04 |
| 1 января 1998 года | 200 метров             | Дарем    | 20.74 |
| 2 июня 2007 года   | 110 метров с барьерами | Нью-Йорк | 12.95 |